# Euproctis marginalis
Euproctis marginalis är en fjärilsart som beskrevs av Walker 1855. Euproctis marginalis ingår i släktet Euproctis och familjen tofsspinnare. Inga underarter finns listade i Catalogue of Life.

## Bildgalleri

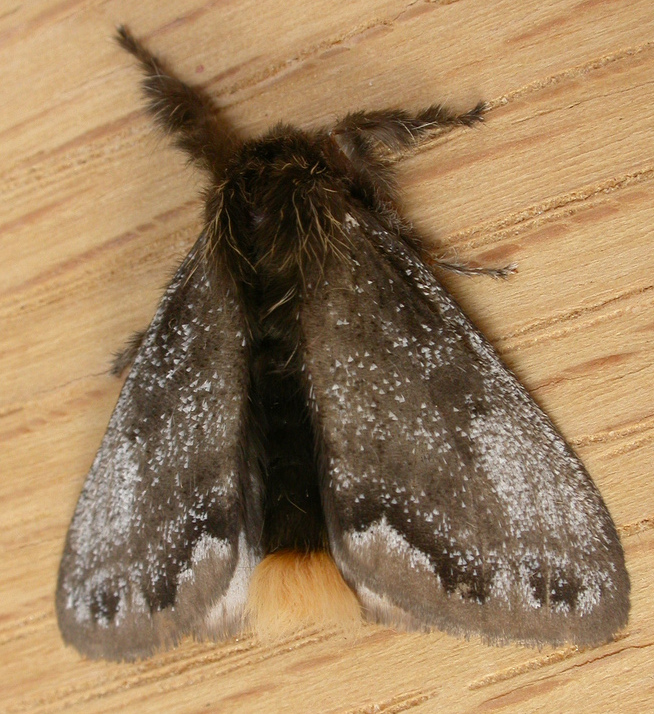